# Guerino Vanoli Basket 2020-2021
Questa voce raccoglie le informazioni riguardanti la Guerino Vanoli Basket nelle competizioni ufficiali della stagione 2020-2021.

## Stagione
La stagione 2020-2021 della Guerino Vanoli Basket sponsorizzata Vanoli, è la 12ª nel massimo campionato italiano di pallacanestro, la Serie A.
Per la composizione del roster si decise di cambiare la scelta della formula, tornando a quella con 5 giocatori stranieri senza vincoli.

## Roster
Aggiornato al 12 aprile 2021.
| Vanoli Cremona 2020-21 | Vanoli Cremona 2020-21 |
| Giocatori              | Staff tecnico          |
| ---------------------- | ---------------------- |

| N. | Naz.                                  | Ruolo | Nome                | Anno | Alt.   | Peso   |  |
| -- | ------------------------------------- | ----- | ------------------- | ---- | ------ | ------ |  |
| 0  | Stati Uniti (bandiera)                | PG    | Jaylen Barford      | 1996 | 191 cm | 92 kg  |  |
| 1  | Italia (bandiera)                     | PG    | Alessandro Feraboli | 2001 | 190 cm |        |  |
| 1  | Italia (bandiera)                     | AP    | Mauro Zacchigna     | 2004 | 195 cm |        |  |
| 2  | Italia (bandiera)                     |       | Filippo Marchetti   | 2003 |        |        |  |
| 3  | Stati Uniti (bandiera)                | PG    | T.J. Williams       | 1994 | 190 cm | 93 kg  |  |
| 4  | Serbia (bandiera) · Italia (bandiera) | G     | Lazar Trunić        | 2000 | 198 cm | 95 kg  |  |
| 5  | Italia (bandiera)                     | G     | Filippo Gallo       | 2004 | 188 cm |        |  |
| 6  | Stati Uniti (bandiera)                | AC    | Jarvis Williams     | 1993 | 202 cm | 98 kg  |  |
| 8  | Italia (bandiera)                     | P     | Giuseppe Poeta (C)  | 1985 | 190 cm | 78 kg  |  |
| 9  | Italia (bandiera)                     | GA    | Fabio Mian          | 1992 | 196 cm | 88 kg  |  |
| 21 | Italia (bandiera)                     | AG    | Federico Ferrari    | 2003 | 200 cm |        |  |
| 24 | Stati Uniti (bandiera)                | C     | Marcus Lee          | 1994 | 208 cm | 102 kg |  |
| 25 | Italia (bandiera)                     | PG    | David Cournooh      | 1990 | 187 cm | 83 kg  |  |
| 31 | Finlandia (bandiera)                  | G     | Topias Palmi        | 1994 | 196 cm | 91 kg  |  |
| 34 | Stati Uniti (bandiera)                | AG    | Daulton Hommes      | 1996 | 203 cm | 98 kg  |  |
| 73 | Italia (bandiera)                     | C     | Andrea Donda        | 1999 | 211 cm | 106 kg |  |
|    | Italia (bandiera)                     | G     | Alessandro Ariazzi  | 2001 | 189 cm | 75 kg  |  |

| Allenatore                                                                     |
| - Paolo Galbiati                                                               |
| Assistente/i                                                                   |
| - Pierluigi Brotto Legenda - (C) Capitano - (IN) Inattivo - Infortunato Roster |

## Mercato

### Sessione estiva
| Acquisti | Acquisti         | Acquisti           | Acquisti      | Acquisti |
| R.a      | Nome             | da                 | Modalità      |          |
| -------- | ---------------- | ------------------ | ------------- | -------- |
| GA       | Fabio Mian       | Aquila Trento      | svincolato    |          |
| ALL      | Paolo Galbiati   | Pall. Biella       | svincolato    |          |
| AC       | Jarvis Williams  | Leida              | svincolato    |          |
| PG       | David Cournooh   | Virtus Bologna     | svincolato    |          |
| PG       | T.J. Williams    | Hapoel Be'er Sheva | svincolato    |          |
| P        | Giuseppe Poeta   | Pall. Reggiana     | svincolato    |          |
| ALL      | Pierluigi Brotto | JuVi Cremona       | svincolato    |          |
| C        | Marcus Lee       | S. Falls Skyforce  | svincolato    |          |
| C        | Andrea Donda     | Orlandina          | svincolato    |          |
| A        | Daulton Hommes   | Austin Spurs       | svincolato    |          |
| G        | Lazar Trunić     | Sansebasket        | fine prestito |          |

| Cessioni | Cessioni            | Cessioni          | Cessioni       | Cessioni |
| R.       | Nome                | a                 | Modalità       |          |
| -------- | ------------------- | ----------------- | -------------- | -------- |
| ALL      | Romeo Sacchetti     | Fortitudo Bologna | rescissione    |          |
| A        | Niccolò De Vico     | Pall. Varese      | rescissione    |          |
| C        | Ethan Happ          | Olympiakos        | fine prestito  |          |
| A        | Nicola Akele        | Universo Treviso  | rescissione    |          |
| C        | Josip Sobin         | Stal Ostrów Wiel. | fine contratto |          |
| P        | Michele Ruzzier     | Pall. Varese      | rescissione    |          |
| P        | Giacomo Sanguinetti | N.P.C. Rieti      | fine contratto |          |
| AP       | Wesley Saunders     | Monaco            | fine contratto |          |
| ALL      | Simone Bianchi      | Fortitudo Bologna | fine contratto |          |
| ALL      | Flavio Fioretti     | Free agent        | fine contratto |          |
| P        | Travis Diener       | Free agent        | fine contratto |          |
| G        | Jordan Mathews      | Free agent        | fine contratto |          |
| GA       | Vojislav Stojanović | Free agent        | rescissione    |          |

### Dopo l'inizio della stagione
| Acquisti | Acquisti       | Acquisti               | Acquisti        | Acquisti   |
| R.       | Nome           | da                     | Data            | Modalità   |
| -------- | -------------- | ---------------------- | --------------- | ---------- |
| G        | Jaylen Barford | Al-Ittihad Alessandria | 8 febbraio 2021 | definitivo |

| Cessioni | Cessioni     | Cessioni            | Cessioni       | Cessioni          |
| R.       | Nome         | a                   | Data           | Modalità          |
| -------- | ------------ | ------------------- | -------------- | ----------------- |
| G        | Topias Palmi | Free agent          | 12 aprile 2021 | risoluzione       |
| GA       | Fabio Mian   | Amici Pall. Udinese | 21 maggio 2021 | opzione di uscita |